# Kirill Käro
 Kirill Käro (24 de febrero de 1975) es un actor estonio, reconocido en la plataforma Netflix por interpretar el papel de George Safronov en 16 episodios de la serie de televisión rusa Mejores que nosotros y por protagonizar la serie El olfateador.

## Reseña biográfica
Kirill Käro nació en Tallin, Estonia en 1975.Es hijo de un marino mercante soviético-estonio y de madre soviética. Completada su educación escolar, Käro ingresó en 1992 al Instituto de Teatro Boris Shchukin de Moscú para educarse como actor, graduándose en 1997, estuvo bajo la tutela del afamado director del instituto, Armen Dzhigarkhanyan.
De vuelta a Estonia, Käro estuvo presente en el Teatro Ruso de Tallin desde 1999 a 2003, en 2004 ingresó al Teatro moscovita Praktica donde estuvo hasta 2008.
Sus incursiones en cine y televisión fueron graduales a partir de 2008 apareciendo en roles secundarios en diversas producciones sin ganar notoriedad. Su gran oportunidad llegó en noviembre de 2013 cuando interpretó al singular detective Nyukhach en la serie de TV de 32 capítulos,   The Sniffer dirigida por Artyom Litvinenko donde alcanzó gran notoriedad por su calidad interpretativa. La serie fue promocionada por Amazon Prime y luego adquirida por Netflix.
Luego, en 2018 participó en el rol principal como un médico neurocirujano venido a menos, Georgy Safronov, la super-bot empática Arissa interpretada por Paulina Andreeva y el director de Cronos, Toporov, interpretado por Aleksandr Ustyugov en una serie de ciencia ficción de 16 capítulos. Netflix la compró con el título en inglés Better than Us y es la primera serie rusa presentada como una serie original de Netflix.
En 2020, Käro interpretó a Sergey en el papel principal de la serie de televisión rusa To the Lake . El programa fue también adquirido por Netflix y transmitido en octubre de 2020.

## Filmografía

### Cine y televisión
| Año       | Título                                         | Papel                       |
| --------- | ---------------------------------------------- | --------------------------- |
| 2019      | Pereigrovka                                    | Timur                       |
| 2019      | Vongozero                                      |                             |
| 2019      | Galangal                                       |                             |
| 2018-2019 | Better than Us                                 | Georgy Nikolaevich Safronov |
| 2018      | Golos morya                                    | Ivan                        |
| 2017      | Green Cats                                     | Kirill                      |
| 2013-2017 | El olfateador                                  | El olfateador               |
| 2017      | Koroleva 'Margo'                               |                             |
| 2016      | Proezdom                                       | Boba                        |
| 2016      | Nauchi menya zhit                              | Ilya Lavrov                 |
| 2016      | All That Jam                                   | Fedor 01                    |
| 2016      | Noch svyatogo Valentina                        | Valentin                    |
| 2015      | Veradarts                                      |                             |
| 2015      | Rodina                                         |                             |
| 2015      | Izmeny                                         | Kirill                      |
| 2015      | Pobeg iz Moskvabada                            |                             |
| 2015      | Dzhuna                                         | Escritor                    |
| 2015      | The Fencer                                     | Aleksei                     |
| 2014      | Doktor                                         | Doctor                      |
| 2014      | Muzhskie kanikuli                              |                             |
| 2014      | Vsyo snachala                                  |                             |
| 2014      | Sex, kofe, sigarety                            |                             |
| 2014      | Star                                           |                             |
| 2013      | Dom, milyy dom                                 |                             |
| 2012      | Lektsii dlya domokhozyaek                      |                             |
| 2012      | Nogi - atavizm                                 |                             |
| 2012      | Tri dnya leytenanta Kravtsova                  |                             |
| 2011      | Ushyol i ne vernulsya                          |                             |
| 2011      | Neznachitelnye podrobnosti sluchaynogo epizoda |                             |
| 2011      | Noch na zakate leta                            | Tom                         |
| 2011      | Rotilõks                                       | Pjotr                       |
| 2010      | The Afghan Caravan                             | Pomoschnik mashinista       |
| 2010      | Tsvety ot Lizy                                 | Smurnoy                     |
| 2010      | Chelovek niotkuda                              |                             |
| 2010      | Punane elavhõbe                                | Sämm                        |
| 2009      | Golubka                                        | Volodka Hippie              |
| 2009      | Zastava Zhilina                                | Gennadi Yershov             |
| 2009      | Lyubov na rayone                               |                             |
| 2009      | Help Gone Mad                                  |                             |
| 2008      | Pari na lyubov                                 |                             |
| 2008      | Volshebnik                                     |                             |
| 2008      | Valeriy Kharlamov                              | Boris Mikhaylov             |
| 2007      | 1814                                           |                             |
| 2007      | Liquidation                                    | Slava                       |
| 2005      | Uboynaya sila                                  | Garik                       |
| 2005      | Behind the Door                                |                             |
| 2002      | Pääsemine                                      |                             |